# 선릉역
선릉(애큐온저축은행)역(Seolleung(Acuon Savings Bank)Station, 宣陵(애큐온儲築銀行)驛)은 서울특별시 강남구 테헤란로에 있는 서울 지하철 2호선과 수도권 전철 수인·분당선의 전철역이자 환승역이다.

## 역명 유래
공사 당시에는 역 인근 삼능공원에 선정릉이 있어 '삼능공원역', '선릉역', '선정역', '선정릉역' 등이 거론되었는데 삼능공원역은 경기도 고양시 덕양구에 있는 교외선 삼릉역이 있어 역명 혼동의 우려가 있어 제외되었고, 조선 성종과 정현왕후의 능의 이름인 선릉을 따서 선릉역으로 결정하였다.

## 역사
- 1982년 12월 9일: 선릉역으로 역명 결정[1]
- 1982년 12월 23일: 서울 지하철 2호선 종합운동장~교대 구간 개통과 함께 영업 개시
- 2003년 9월 3일: 분당선 선릉 ~ 수서 구간 개통과 함께 영업 개시와 동시에 환승역이 됨
- 2009년 12월 1일: 철도승차권 단말기 철거
- 2010년 11월 12일: 2010년 서울 G20 정상회의로 인해 2호선 외선순환 막차 취급
- 2012년 3월 26일: 2012년 핵안보정상회의로 인해 2호선 외선순환 막차 취급
- 2012년 9월 18일: 왕십리 ~ 선릉 구간 개통으로 왕십리 기점 6.7km로 변경[2]
- 2012년 10월 6일 : 분당선 선릉 ~ 왕십리 구간 개통과 함께 중간역으로 전환
- 2022년 9월 1일: 서울 지하철 2호선, 분당선 선릉역에서 선릉(애큐온저축은행)역으로 변경

## 역 구조
두 노선 모두 2면 2선의 상대식 승강장이고, 스크린도어가 설치되어 있다. 2호선 승강장은 반대방향으로 횡단이 불가능하기 때문에, 수인분당선 승강장으로 이동하여 반대방향으로 횡단하여야 한다. 출구는 10개가 있다.

### 2호선 승강장
| 삼성 ↑ |
| \| 외  |
| ↓ 역삼 |

| 외선 순환 | ● 서울 지하철 2호선 | 잠실 · 성수 · 왕십리 · 을지로3가 방면 |
| 내선 순환 | ● 서울 지하철 2호선 | 교대 · 사당 · 신도림 · 홍대입구 방면  |

### 수인.분당선 승강장
| ↑ 선정릉 |
| \| １    |
| 한티 ↓   |

| 1 | ● 수도권 전철 수인·분당선 | 한티 · 모란 · 야탑 · 서현 · 기흥 · 수원 · 인천 방면   |
| 2 | ● 수도권 전철 수인·분당선 | 선정릉 · 압구정로데오 · 서울숲 · 왕십리 · 청량리 방면 |

## 역 주변
| - 포스코 더샾아파트 - 서울도곡초등학교 - 서울도성초등학교 - 이마트 역삼점 - 국민은행 역삼지점 - 진선여자고등학교 - 진선여자중학교 - 강남고용센터 - 국민건강보험공단 - 주한 라트비아 대사관 - 기술신용보증기금 - 기업은행 선릉지점 | - 성보아파트 - 공무원연금관리공단 - KT강남지사 - 근로복지공단 - KRA 플라자 선릉점 - 청음회관 - 선릉과 정릉(UNESCO세계문화유산) |

## 특이 사항

### 보통역 격하
2006년 7월, 한국철도공사 지사제 발족 당시 분당선 선릉역이 그룹대표역으로 지정되었으나, 업무 효율과 핵심 사업 실행, 현장 중심의 경영 체제 확립을 위한 조직 개편으로 2009년 9월 각 지사가 지역 본부로 축소되면서 그룹대표역에서 보통역으로 격하되었다. 당시 관할의 역들은 서현역으로 관할 업무가 위임되었으며, 2012년 12월에 죽전역으로 또다시 이양되었다.

### 2호선 외선순환 막차 종착
삼성역과 연결된 코엑스에서 국가 정상 회의 등이 개최되는 경우, 안전을 위하여 삼성역에 무정차 통과함에 따라, 기존의 삼성행 외선순환 막차를 이 역에서 종착시킨다. 최근의 외선방향 막차 종착 사례로는 2010년 서울 G20 정상회의, 2012년 핵안보정상회의 등이 있다.

### 역명 표준어 발음
역명의 표준어 발음은 '선능'이 아닌 '설릉'이기 때문에 로마자 표기 역시 'Seolleung'으로 되어 있다.

## 사건사고
2018년 12월 13일 새벽 2시경에 한 20대 여성이 다른 20대 여성을 흉기로 찌른 사건이 일어났다. 두 사람은 온라인 게임을 통해 알게 되었다가 사건 당시 처음 오프라인에서 만났으며, 그동안 남성 행세를 하던 가해자와 메시지를 주고 받아 온 피해 여성이 상대가 여성인 것을 알고 화를 낸 뒤, 다툼이 시작된 것으로 전해졌다. 경찰은 가해자를 살인미수 혐의로 체포하였다.

## 이용객 변동
분당선의 2003년 자료는 개통일인 2003년 9월 3일부터 12월 31일까지인 120일 기준으로 환산한 것이다.
| 노선   | 노선   | 일평균 인원수 (명/일) | 일평균 인원수 (명/일) | 일평균 인원수 (명/일) | 일평균 인원수 (명/일) | 일평균 인원수 (명/일) | 일평균 인원수 (명/일) | 일평균 인원수 (명/일) | 일평균 인원수 (명/일) | 일평균 인원수 (명/일) | 일평균 인원수 (명/일) | 각주                  | 각주                  | 각주                  | 각주                  | 각주  |
| 노선   | 노선   | 2000년                | 2001년                | 2002년                | 2003년                | 2004년                | 2005년                | 2006년                | 2007년                | 2008년                | 2009년                | 각주                  | 각주                  | 각주                  | 각주                  | 각주  |
| ------ | ------ | --------------------- | --------------------- | --------------------- | --------------------- | --------------------- | --------------------- | --------------------- | --------------------- | --------------------- | --------------------- | --------------------- | --------------------- | --------------------- | --------------------- | ----- |
| 2호선  | 승차   | 50,652                | 48,137                | 49,234                | 49,962                | 52,910                | 56,091                | 58,536                | 60,186                | 63,085                | 62,075                | [ 4 ]                 | [ 4 ]                 | [ 4 ]                 | [ 4 ]                 | [ 4 ] |
| 2호선  | 하차   | 53,286                | 50,296                | 50,859                | 50,510                | 51,505                | 54,034                | 56,046                | 57,692                | 60,535                | 59,467                | [ 4 ]                 | [ 4 ]                 | [ 4 ]                 | [ 4 ]                 | [ 4 ] |
| 2호선  | 승하차 | 103,938               | 98,433                | 100,093               | 100,472               | 104,415               | 110,125               | 114,583               | 117,878               | 123,620               | 121,542               | [ 4 ]                 | [ 4 ]                 | [ 4 ]                 | [ 4 ]                 | [ 4 ] |
| 분당선 | 승차   | 미개통                | 미개통                | 미개통                | 2,432                 | 4,026                 | 7,588                 | 7,858                 | 8,243                 | 9,096                 | 9,113                 | [ 5 ]                 | [ 5 ]                 | [ 5 ]                 | [ 5 ]                 | [ 5 ] |
| 분당선 | 하차   | 미개통                | 미개통                | 미개통                | 3,277                 | 6,830                 | 8,763                 | 9,033                 | 9,525                 | 10,316                | 10,218                | [ 5 ]                 | [ 5 ]                 | [ 5 ]                 | [ 5 ]                 | [ 5 ] |
| 노선   | 노선   | 일평균 인원수 (명/일) | 일평균 인원수 (명/일) | 일평균 인원수 (명/일) | 일평균 인원수 (명/일) | 일평균 인원수 (명/일) | 일평균 인원수 (명/일) | 일평균 인원수 (명/일) | 일평균 인원수 (명/일) | 일평균 인원수 (명/일) | 일평균 인원수 (명/일) | 일평균 인원수 (명/일) | 일평균 인원수 (명/일) | 일평균 인원수 (명/일) | 일평균 인원수 (명/일) | 각주  |
| 노선   | 노선   | 2010년                | 2011년                | 2012년                | 2013년                | 2014년                | 2015년                | 2016년                | 2017년                | 2018년                | 2019년                | 2020년                | 2021년                | 2022년                | 2023년                | 각주  |
| 2호선  | 승차   | 62,300                | 62,536                | 60,794                | 57,239                | 57,029                | 55,412                | 54,315                | 53,242                | 54,148                |                       |                       |                       |                       |                       | [ 4 ] |
| 2호선  | 하차   | 59,026                | 59,254                | 57,109                | 50,587                | 49,948                | 47,947                | 46,633                | 45,674                | 47,085                |                       |                       |                       |                       |                       | [ 4 ] |
| 2호선  | 승하차 | 121,326               | 121,790               | 117,903               | 107,826               | 106,977               | 103,359               | 100,948               | 98,916                | 101,233               |                       |                       |                       |                       |                       | [ 4 ] |
| 분당선 | 승차   | 9,668                 | 9,233                 | 10,302                | 19,512                | 20,212                | 20,121                | 19,826                | 19,571                | 20,118                | 21,312                | 17,708                | 17,613                | 18,529                | 19,480                | [ 5 ] |
| 분당선 | 하차   | 10,884                | 10,681                | 12,274                | 21,996                | 22,641                | 23,673                | 23,767                | 23,486                | 23,977                | 25,143                | 20,519                | 19,995                | 21,137                | 22,310                | [ 5 ] |

## 인접한 역
| 서울 지하철 2호선 을지로순환선      | 서울 지하철 2호선 을지로순환선        | 서울 지하철 2호선 을지로순환선 |
| ----------------------------------- | ------------------------------------- | ------------------------------ |
| 219 삼성(무역센터) 외선순환         | ● 서울 지하철 2호선                   | 221 역삼(센터필드) 내선순환    |
| 분당선                              |                                       |                                |
| K214 선정릉 왕십리 방면 청량리 방면 | ● 수도권 전철 수인·분당선 급행 · 완행 | K216 한티 고색 방면 인천 방면  |

## 사진

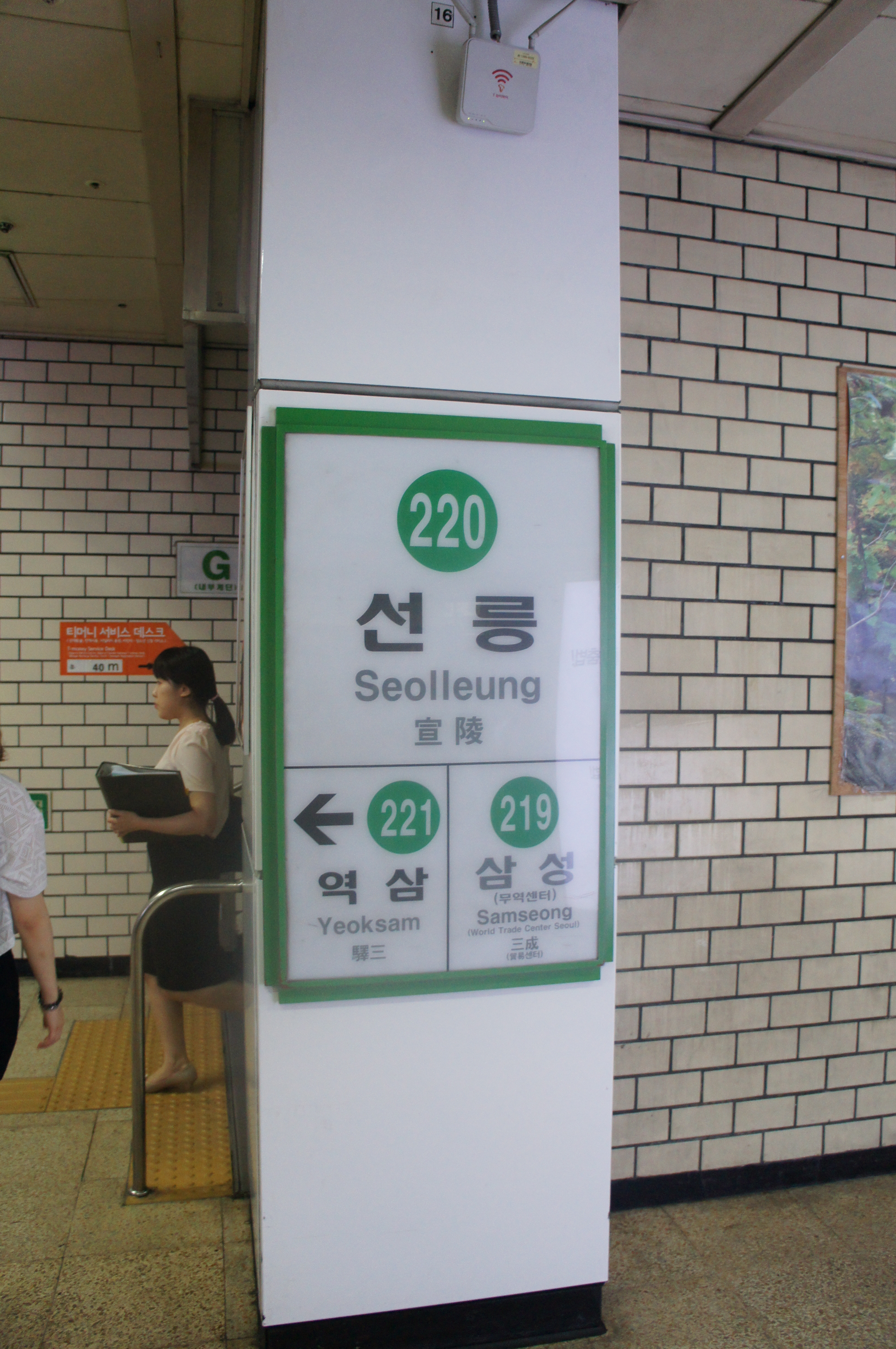
2호선 선릉역 세로형 역명판
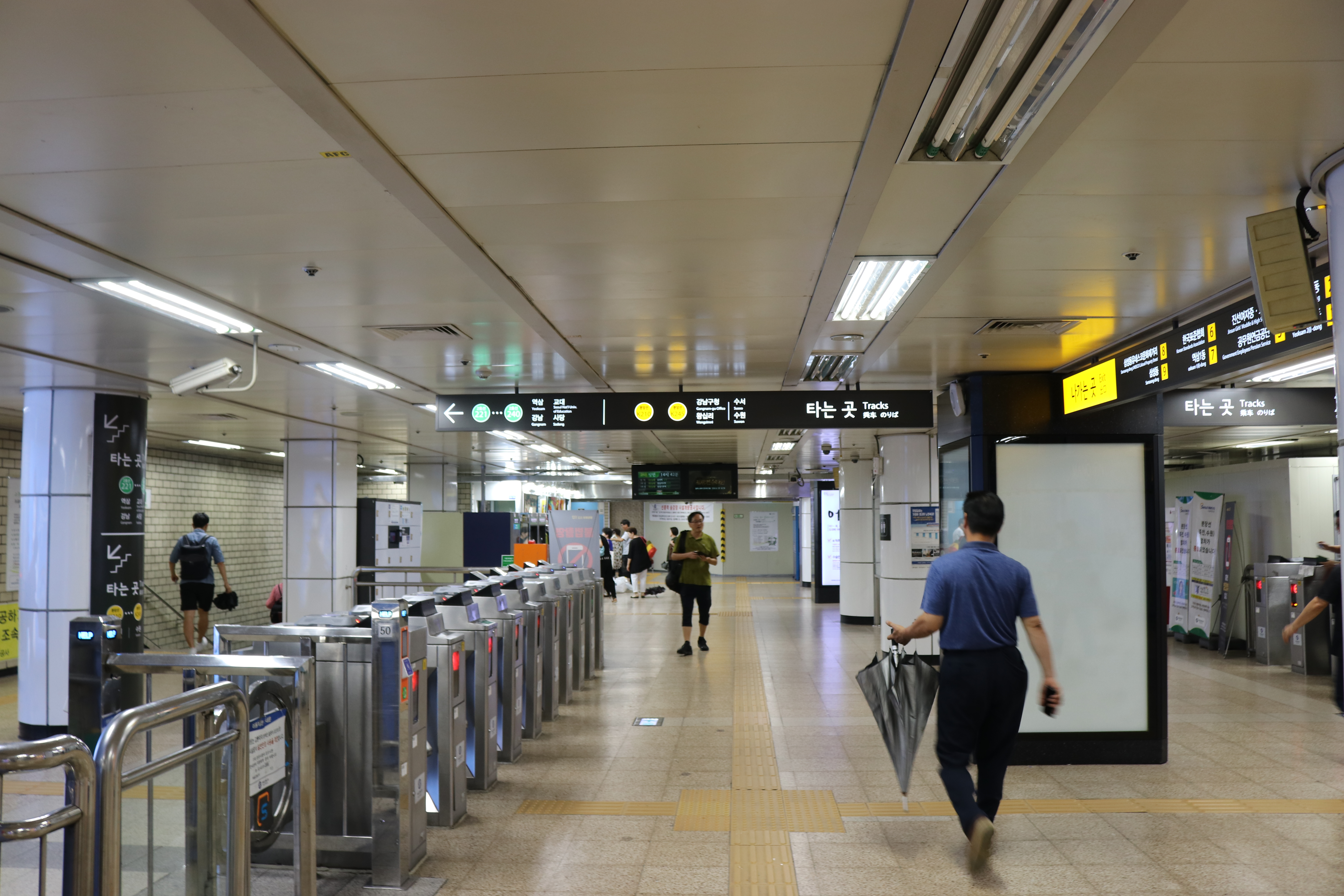
2호선 대합실
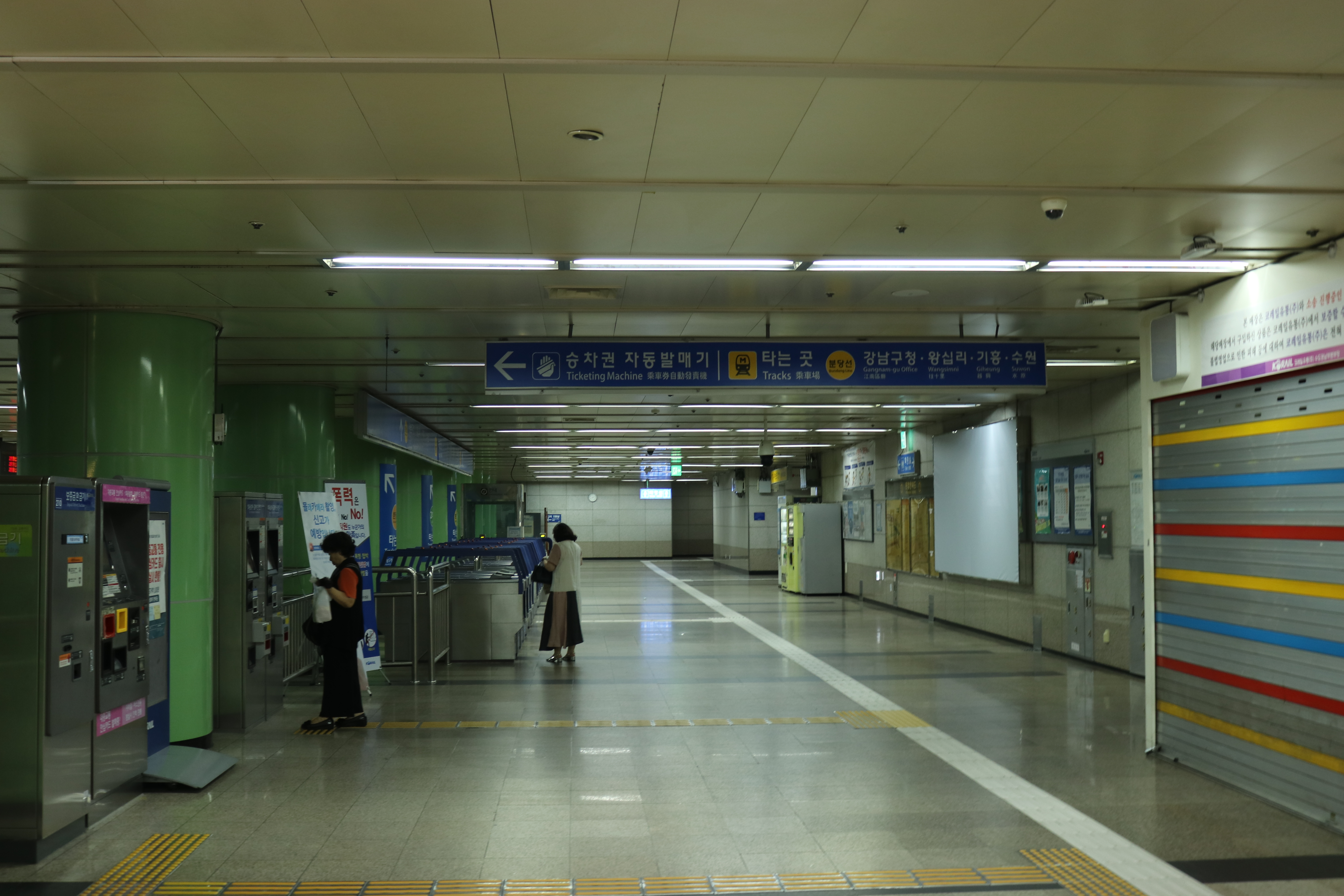
수인분당선 대합실
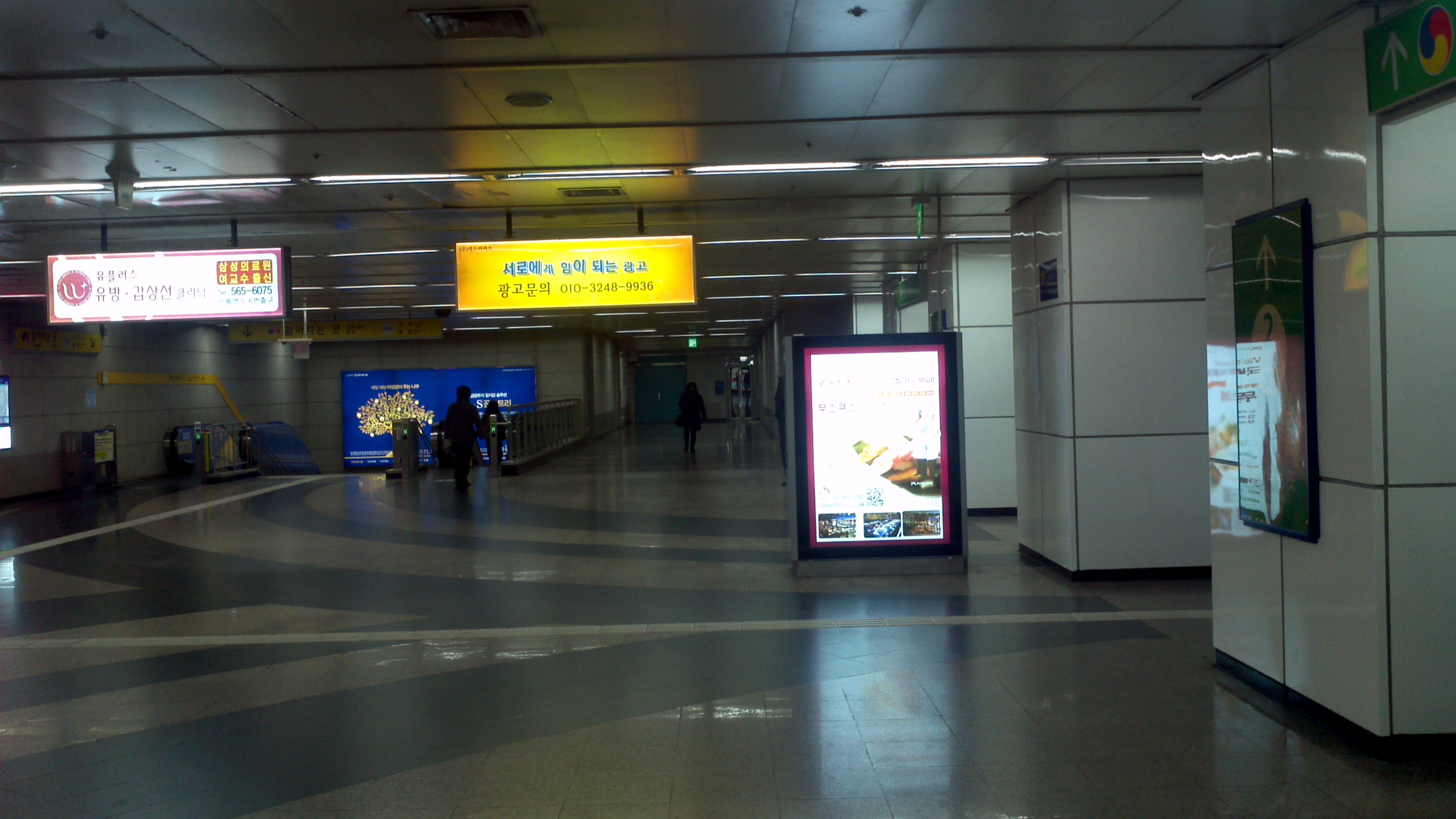
선릉역 환승 통로
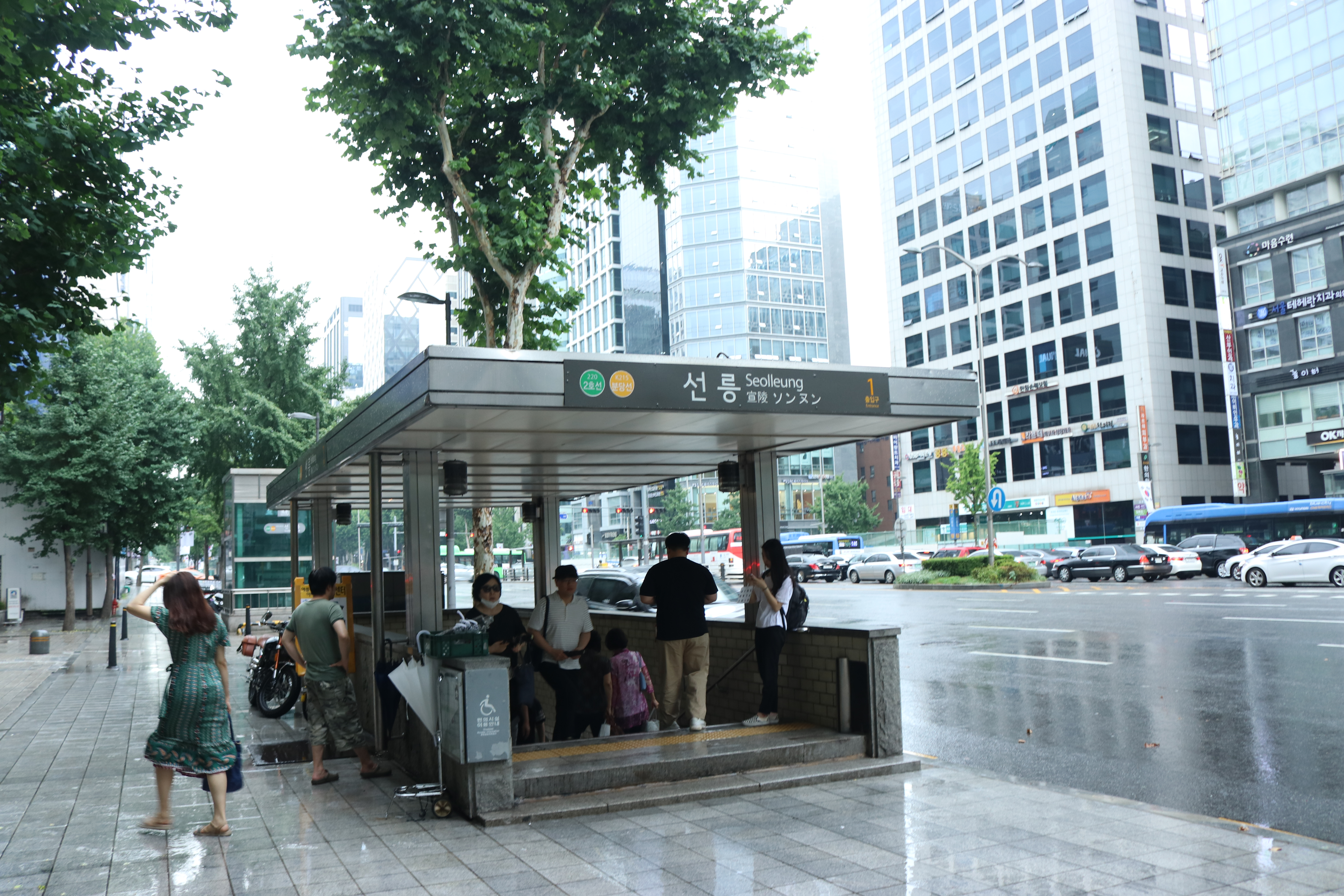
선릉역 1번 출구
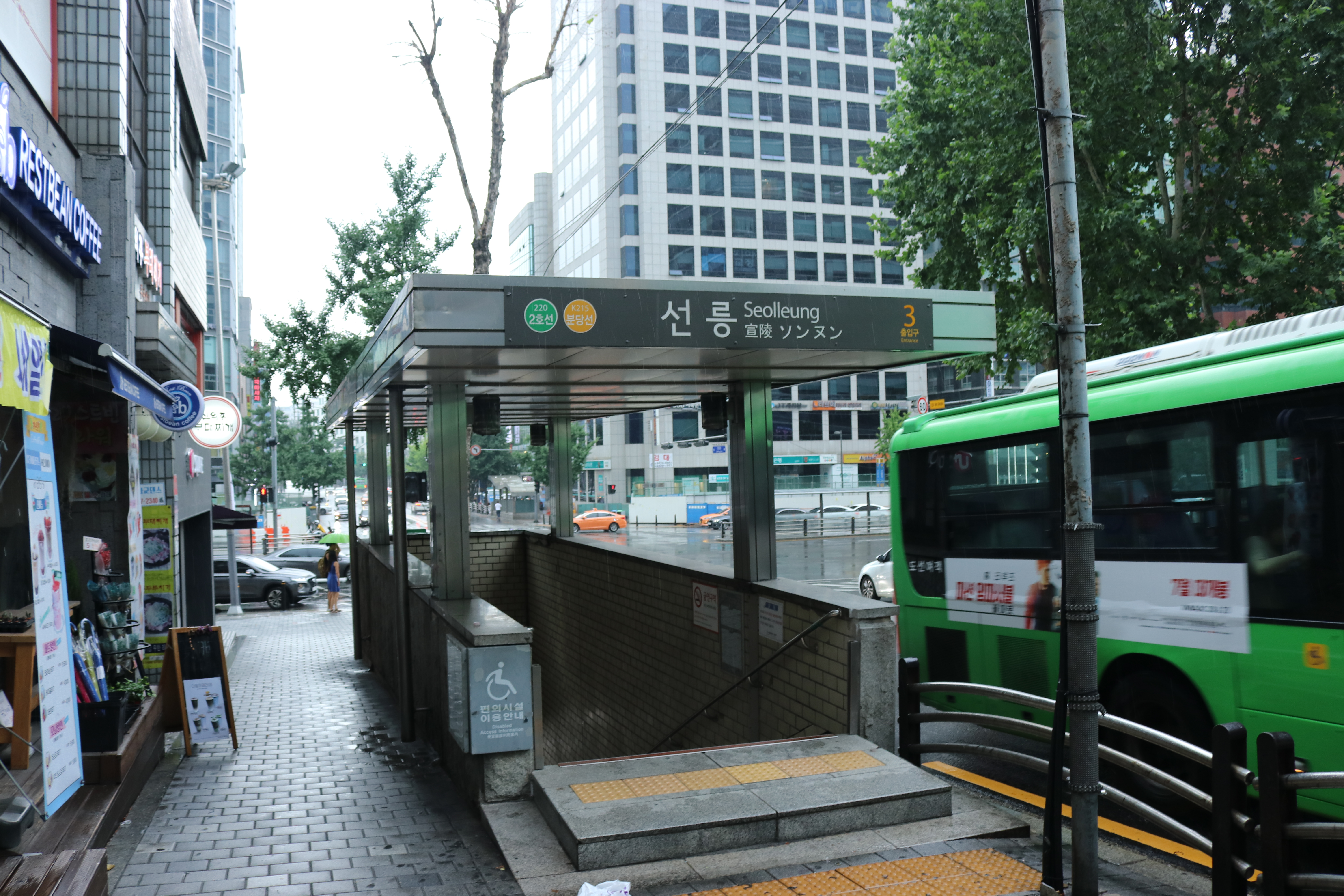
선릉역 3번 출구
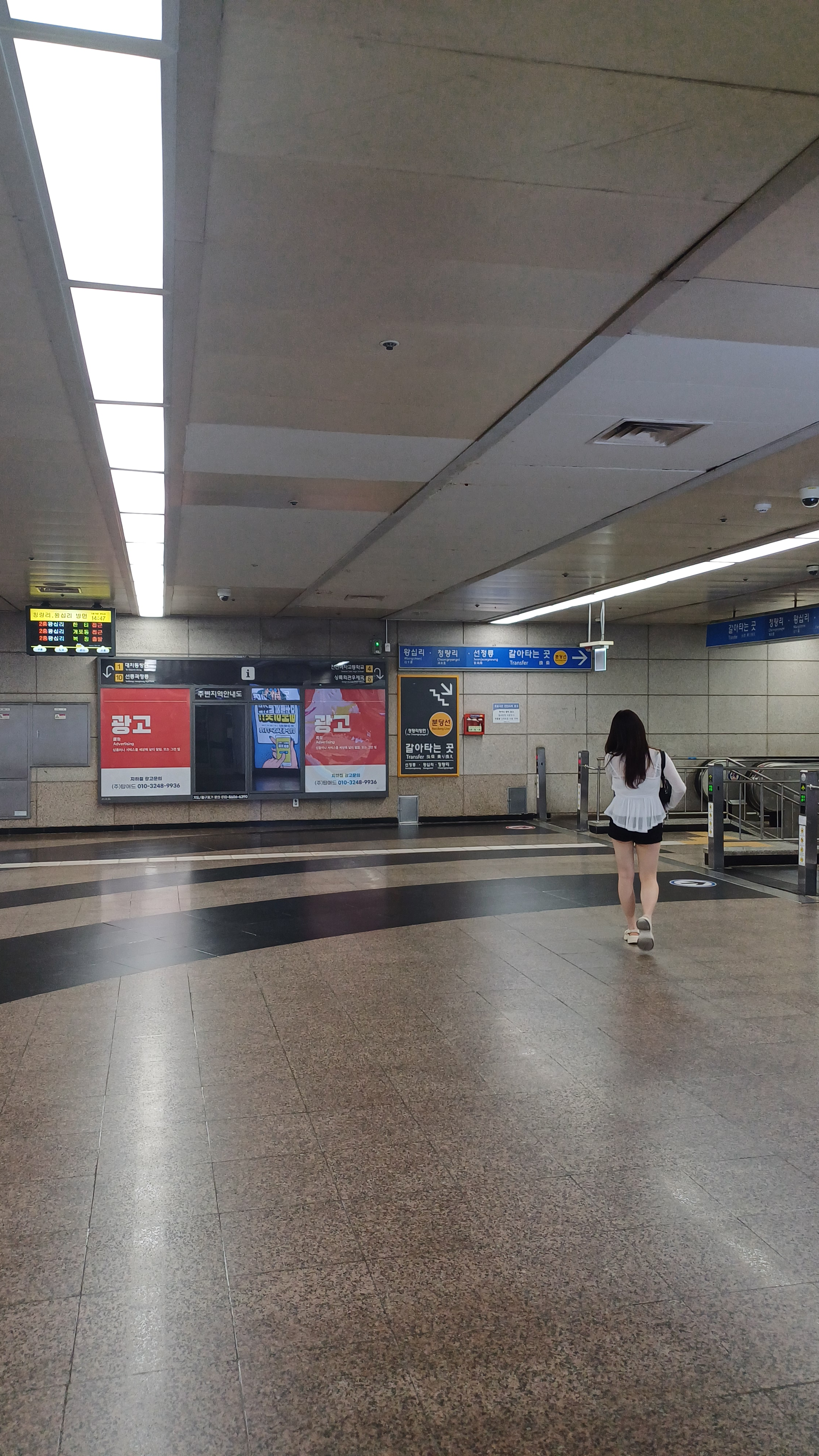
환승통로 2
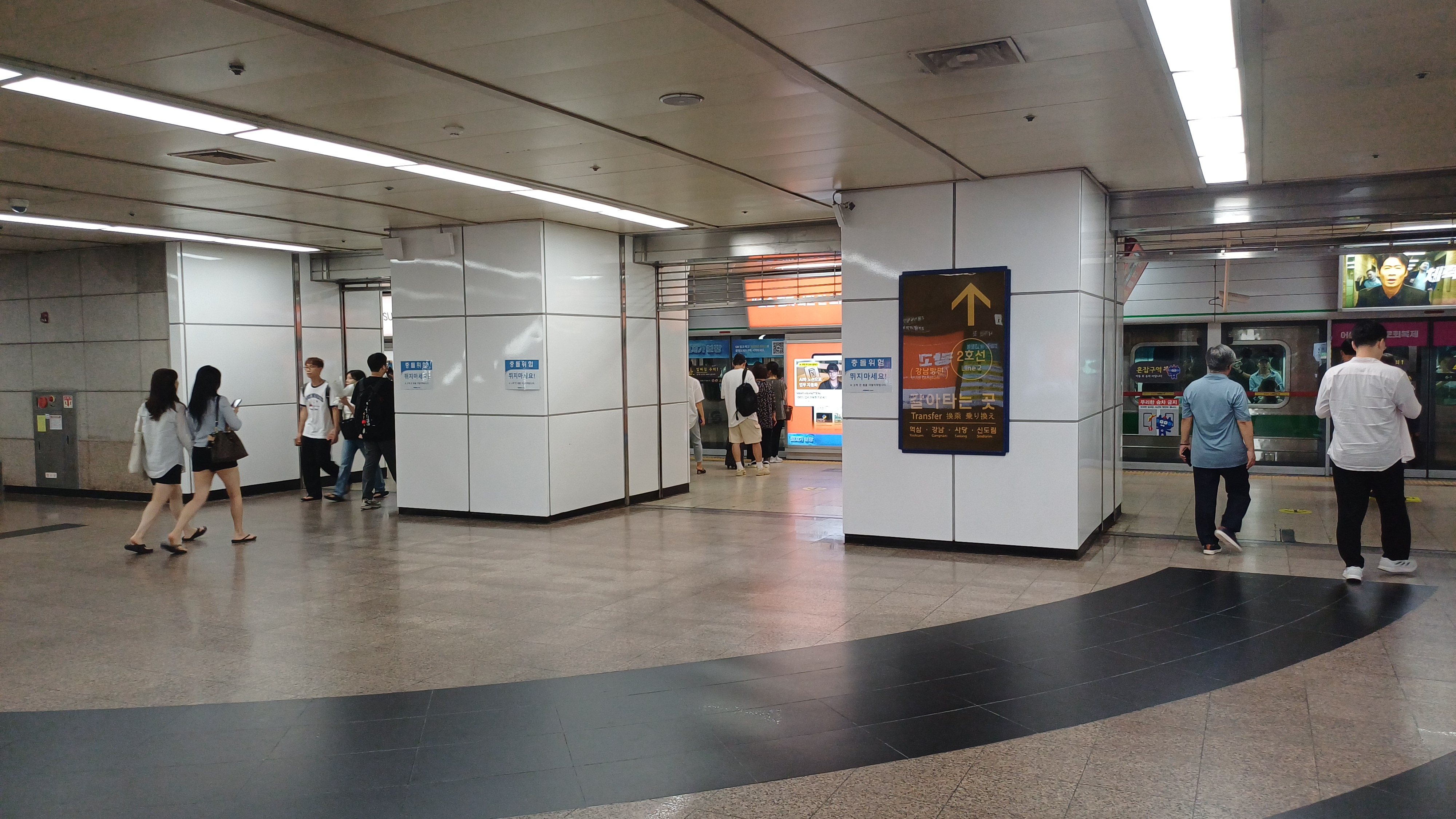
환승통로 3
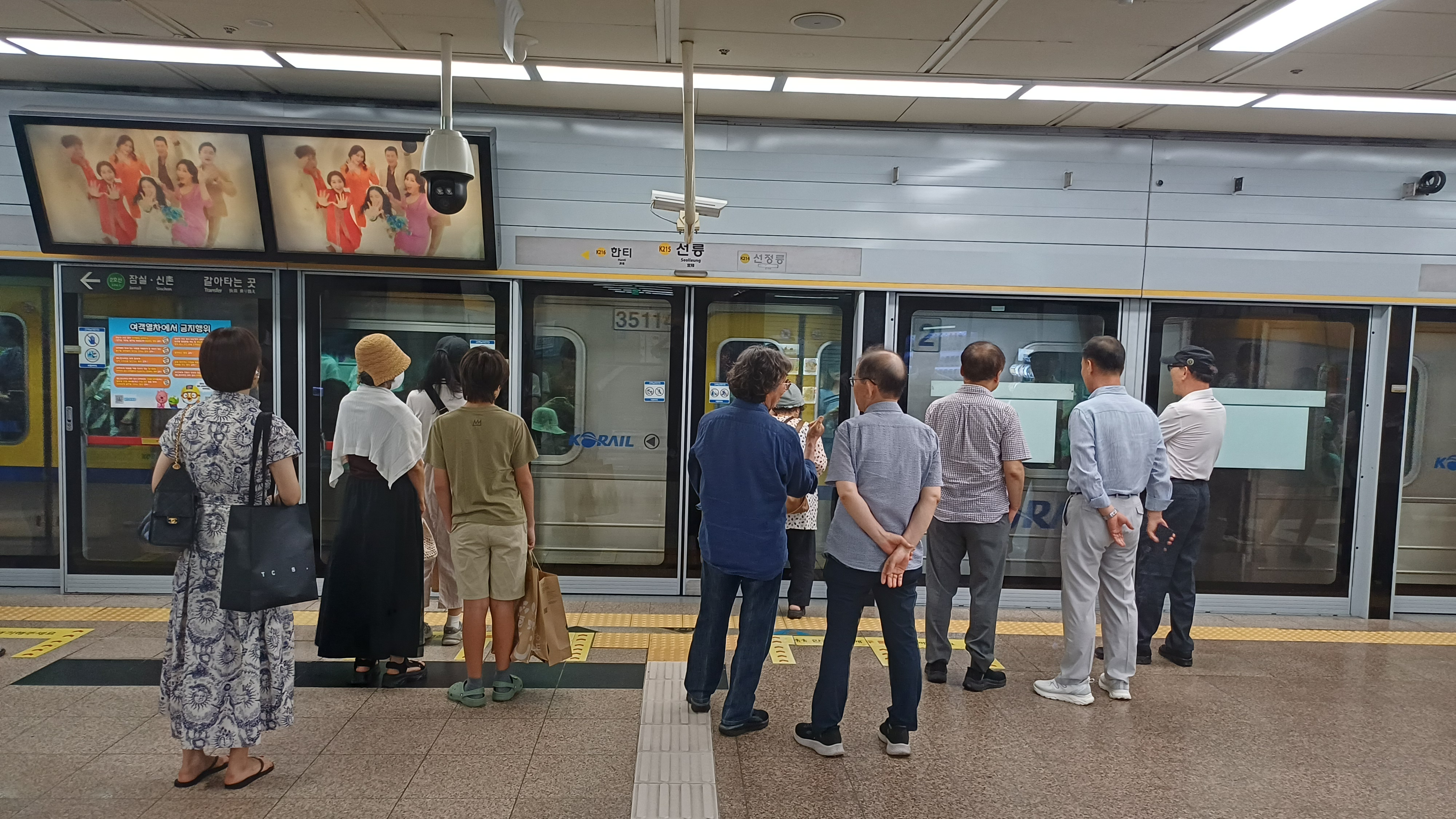
수인분당선 스크린도어